# 피카딜리선
피카딜리 선 (Piccadilly Line) 은 런던 지하철의 노선 중 하나이며, 노선도상에서 남색으로 표시된다. 연간 승객 수로 보았을 때 런던 지하철에서 다섯 번째로 이용객이 많은 노선이기도 하며, 센트럴 선 다음으로 노선의 길이가 길다. 대부분이 고심도의 노선이며, 런던을 남에서 웨스트 런던으로 가로지른다. 52개의 역 중 25개가 지하역이다. 런던의 주요 관광지인 하이드 파크, 버킹엄 궁전, 피카딜리 서커스, 레스터 스퀘어와 코벤트 가든 등을 경유하며, 런던에서 가장 큰 공항인 런던 히드로 공항까지 운행한다.

## 역사
피커딜리(Piccadilly) 노선은 1906년 그레이트 노던 피커딜리 엔드 브롭든 레일웨이라는 이름으로 문을 열었다 역명은 해머스미스,바론스 코트,얼스 코트, 글로스터 로드,사우스 캔싱턴, 브롭튼 로드, 나이트브릿지,하이드 파크 코너, 다운 스트리트, 도버 스트리트(현재 그린 파크),피커딜리 서커스, 레스터 스퀘어, 코벤트 가든, 홀본, 러셀 스퀘어, 킹스 크로스, 요크 로드, 캐날로디안 로드, 홀로웨이 로드,길리스필 로드(현대 아스날),핀스버리 파크였다. 1907년 현재 폐역된 홀본-알드위치 지선이 개통되었다.1932년 피커딜리 노선이 해머스미스에서 엑튼 타운으로 논스톱, 하운슬로 웨스트까지 디스트릭트 노선과 같은 철로를 사용했다.
1932년 핀스버리 파크부터 아노스 그로브 역까지 개통되었다. 1933년 아노스 그로브에서 오크우드까지 연장되었다.
1933년 말 오크우드애서 콕포스터즈까지 연장되었다.
1933년 말 엑튼 타운에서 옥스브리지 지선이 개통되었다.1960년경 턴함 그린역이 생겼다(자세한 내용은 밑 참고)
1977년 하운슬로 웨스트에서 히드로 센트럴 역까지 연장 되었다.
1986년 히드로 터미널 4역이 생겼다.
2008년 히드로 터미널 5역이 생겼다.

## Turnham Green( 턴함 그린 역)
턴함 그린 역은 디스트릭트,피커딜리 노선이 정차하는 곳인데 피커딜리 노선은 출근시간,퇴근시간만 운영한다.